# Wood River (Wisconsin)
Wood River es un pueblo ubicado en el condado de Burnett en el estado estadounidense de Wisconsin. En el Censo de 2010 tenía una población de 953 habitantes y una densidad poblacional de 10,31 personas por km².

## Geografía
Wood River se encuentra ubicado en las coordenadas 45°46′56″N 92°35′36″O / 45.78222, -92.59333. Según la Oficina del Censo de los Estados Unidos, Wood River tiene una superficie total de 92.42 km², de la cual 88.17 km² corresponden a tierra firme y (4.6%) 4.25 km² es agua.

## Demografía
Según el censo de 2010, había 953 personas residiendo en Wood River. La densidad de población era de 10,31 hab./km². De los 953 habitantes, Wood River estaba compuesto por el 95.7% blancos, el 0% eran afroamericanos, el 1.05% eran amerindios, el 0.1% eran asiáticos, el 0% eran isleños del Pacífico, el 1.26% eran de otras razas y el 1.89% pertenecían a dos o más razas. Del total de la población el 1.89% eran hispanos o latinos de cualquier raza.